# のっぽパン

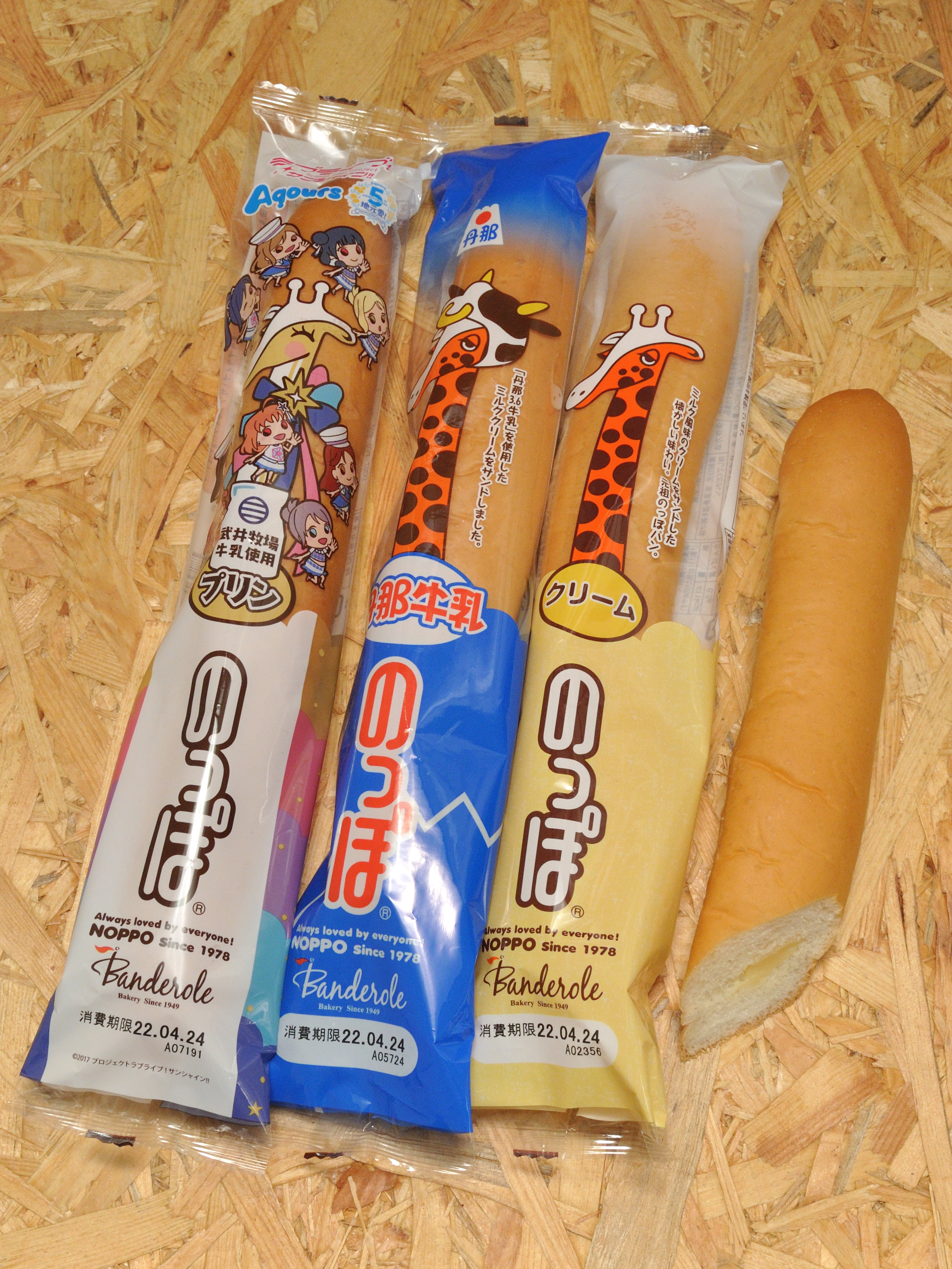
右からクリーム、丹那牛乳、ラブライブ!サンシャインコラボレーションのプリン

のっぽパンは、静岡県沼津市のバンデロールが製造する菓子パンである。静岡のご当地パンとして親しまれている。

## 概要
1978年より販売されているロングセラー商品である。キリンのイラストのパッケージが目印。
長さ約34cmの細長いコッペパンの中にクリームが入っているノーマルののっぽパンの他に、「チョコのっぽ」、「ピーナッツのっぽ」などの定番商品や、季節限定のっぽが発売されることもある。
販売エリアは静岡県内（Bee2店舗を除く）のバンデロール直営店の他、主に静岡県東部のスーパーマーケット・駅の売店・サービスエリアで販売されている。

## エピソード
- 発売以来爆発的な売上を誇ったことを記念して、沼津市近隣市町村の小学生からパッケージに載せるキリンのイラストを募集したところ、約500点の応募があった。
- なお、のっぽパンのキリンが楽寿園のキリンをモデルに制作されたと言う説があるが、前述の小学生達が写生の際に「のっぽを描きに行く」と言ったため、誤解されたまま広まったと考えられる。
- エヌビーエスの事業再編のため、2007年7月31日に一時販売終了となっていたが、2008年4月になってエヌビーエスのグループ会社であるバンデロールから再発売された[1]。
- のっぽパン発祥の地である沼津市の沼津仲見世商店街に「ワッフランド仲見世店」を改装した2号店「のっぽバンデリ仲見世店」が同年9月27日に新装オープンした。（現在は閉店）
- 2008年9月21日放送の「アッコにおまかせ!」番組内で取り上げられ、県民遺産に認定された。
- 2018年のっぽパン発売40周年記念企画「のっぽエプロンプレゼントキャンペーン」が実施された。
- テレビアニメ『ラブライブ!サンシャイン!!』の放送以前は静岡県内以外での知名度は低かったが、作中でキャラクターの国木田花丸がのっぽパンを食べるシーンが登場したため、売上・知名度ともに急増したという[要出典]。

## のっぽパンの歩み
- 1978年 - エヌビーエスからのっぽパン販売開始、当時の販売価格50円
- 2007年07月30日 - エヌビーエスの事業再編成によるパンの小売事業撤退に伴い製造終了
- 2008年04月26日 - バンデロールが静岡駅ビル・パルシェ内に「のっぽバンデリ」専門店1号店「静岡パルシェ店」出店、販売価格130円に値上げしてスタート
- 2008年09月27日 - 2号店「沼津仲見世店」出店、9月27日～9月28日の両日合計10,000本完売
- 2008年11月29日 - イトーヨーカドー三島店[2]内「むぎのいえ」にて数量限定販売開始
- 2008年12月12日 - キミサワ函南のオープンに併せ、店内「こむぎ工房」にて数量限定販売開始
- 2009年01月23日 - イトーヨーカドー静岡店[3]内「ブレッドバスケット」、ジャスコ清水店内「パン工場」にて数量限定販売開始
- 2009年03月07日 - マックスバリュ富士八幡店内「ブレッドファクトリー」にて数量限定販売開始
- 2009年03月19日 - ジャスコ富士宮店内「パン工場」にて数量限定販売開始
- 2013年11月14日 - JR三島駅南口のコンビニエンスストア「ベルマート」にて曜日・数量限定販売開始[4]、直営店以外での販売再開第1号となる
- 2014年01月18日 - マックスバリュ東海で曜日限定で販売開始、量販店での販売再開第1号となる
- 2015年07月01日 - 沼津のご当地アイドル「オレンジポート」とコラボした「オレンジのっぽ」を発売
- 2016年02月09日 - 静岡県下サークルKサンクスにてK-MIX「おひるま協同組合」とコラボした「じゃりじゃりいちごチョコのっぽ」を発売
- 2016年09月13日 - TVアニメ「ラブライブ!サンシャイン!!」とコラボした「塩キャラメルのっぽ」を発売
- 2017年10月31日 - TVアニメ「ラブライブ!サンシャイン!!」とのコラボ第2弾「はちみつみかんのっぽ」を発売
- 2018年05月15日 - のっぽパン発売40周年記念企画「のっぽエプロンプレゼントキャンペーン」開始
- 2018年12月25日 - TVアニメ「ラブライブ!サンシャイン!!」とのコラボ第3弾(映画公開記念)「ティラミスのっぽ」を発売
- 2019年01月～2月 - 静岡県東部・伊豆・静岡市のセブンイレブンにてのっぽパン（クリーム・丹那牛乳）の販売開始
- 2019年02月23日（富士山の日）- 桔梗屋とコラボした「桔梗信玄餅のっぽ」を発売
- 2019年07月01日 - 新メニュー「塩バニラのっぽ」を発売
- 2019年11月19日 - 田丸屋本店とコラボした「わさびソフトのっぽ」を発売
- 2019年12月13日 - JA静岡経済連とコラボした「きらぴ香いちごのっぽ」を発売
- 2020年01月13日 - TVアニメ「ラブライブ!サンシャイン!!」とのコラボ第4弾「あずき&クッキーのっぽ」を発売
- 2020年02月25日 - JAみっかびとコラボした「三ケ日みかんのっぽ」を発売
- 2020年04月27日 - 製茶問屋「雅正庵」（おやいず製茶）とコラボした「静岡抹茶ラテのっぽ」を発売
- 2020年07月01日 - 「塩バニラのっぽ」を発売
- 2020年08月01日 - 「はちみつレモンのっぽ」を発売
- 2020年09月01日 - 「じゃりじゃりメイプルのっぽ」を発売
- 2020年10月01日 - 「ラムレーズンのっぽ」を発売
- 2020年11月01日 - JA三ヶ日とコラボした「三ヶ日みかんのっぽ」を発売
- 2020年12月01日 - JA静岡経済連とコラボした「きらぴ香いちごのっぽ」を発売
- 2020年12月18日 - 静岡ローカル静岡放送（SBS）の番組「ORANGE」とコラボした「オレンジクリームチーズのっぽ」を発売
- 2021年02月01日 - 三島市とコラボした「三島甘藷スイートポテトのっぽ」を発売
- 2021年04月01日 - トミヤコーヒーとコラボした「トミヤコーヒーのっぽ」を発売
- 2021年04月01日 - 「静岡クラウンメロンのっぽ」を発売
- 2021年05月01日 - 製茶問屋「雅正庵」(おやいず製茶)とコラボした「静岡抹茶ラテのっぽ」を発売
- 2021年05月04日 - 「三島甘藷スイートポテトのっぽ」販売終了
- 2021年05月16日 - 「オレンジクリームチーズのっぽ」販売終了
- 2021年06月01日 - のっぽ×ラブライブ!サンシャイン!!コラボレーションのっぽパン!第5弾 武井牧場牛乳使用「プリンのっぽ」を発売
- 2021年06月01日 - 瀬戸内レモン使用「はちみつレモンのっぽ」を発売
- 2021年06月16日 - 「ラブライブ!サンシャイン!!」コラボ第4弾「あずき&クッキーのっぽ」販売終了
- 2021年07月01日 - 「塩バニラのっぽ」を発売
- 2021年07月14日 - グッズ「缶バッジ」（三島甘藷スイートポテトのっぽ、塩バニラのっぽ）工場直売市と☆Bee裾野店で発売発表
- 2021年07月20日 - のっぽ復刻販売 TVアニメ「ラブライブ!サンシャイン!!」とのコラボ第2弾「はちみつみかんのっぽ」を数量限定で復刻販売
- 2021年09月01日-秋の季節商品として毎年販売している人気商品で、メイプルクリームにグラニュー糖を混ぜた、季節が楽しめ、食感も楽しめる「じゃりじゃりメイプルのっぽ」を発売

## 商品説明
- 2021年1月18日 - 静岡のご当地パンのっぽパンの新作「三島甘藷スイートポテトのっぽ」発売
  - 株式会社バンデロール（本社・静岡県沼津市）は、2月1日～三島市とのコラボレーション「三島甘藷スイートポテトのっぽ」を販売。静岡のソウルフードののっぽパンのキリンのキャラクターは三島市楽寿園にいたキリンの「たかこ」だった?諸説ありますが楽寿園ものっぽパンも昔から市民に愛され続けている。そんなことがきっかけで三島市とコラボレーションを企画がスタート。三島の美味しいものを探しているところ箱根西麓で採れた「三島甘藷」（JA三島函南様）と出会った。箱根西麓地域の栄養豊富な土と澄んだ空気の中で日射しをたっぷり浴びて育った三島甘藷は、数ある箱根西麓三島野菜の中でも代表する逸品。その上品な甘みで食べる人を魅了する。その甘藷を菓子パンののっぽパンに合うように三島市にある製餡所（甲石製餡様）の独自のペースト技術を使って加工。スイートポテト風に仕上げた。パッケージは三島市のマスコットキャラクター「みしまるくん」とのっぽのキリンが優しく遊んでいるイメージ。販売開始の2021年2月1日（月曜日）から順次発売（4月末までの3か月間）で、販売場所は静岡県内バンデロール直営店、JA三島函南直売所、静岡県内の駅売店、スーパー、コンビニ。
- 2021年3月23日 - 静岡のご当地パンのっぽｘ静岡のコーヒーロースター「トミヤコーヒーのっぽ」コラボ商品発売
  - 株式会社バンデロール（本社・静岡県沼津市）は、のっぽパンの新商品「トミヤコーヒーのっぽ」を4月1日より販売開始。創業昭和7年、静岡を代表するコーヒーロースター「トミヤコーヒー」との静岡県コラボ商品。トミヤコーヒーのコーヒーインストラクターとバンデロールのベッカーマイスターが試食を繰り返し、パンに合うコーヒークリームを作り上げました。トミヤコーヒーセレクトの厳選コーヒーを使用したビターさが残るクリームをのっぽパンにサンド。パッケージにはのっぽのキリンのキャラクターと同様、ご当地静岡県民に愛される「インデアントミー」をあしらった。また、今回のコラボは15年ぶりの共同企画であり、キリンのキャラクターも15年前に採用されたキリンの復刻版となっている。発売を記念して3月27日（土曜日）、28日（日曜日）トミヤコーヒー直営店「富屋珈琲店」（静岡竜南店および沼津大岡店の2店）にて一般販売に先駆けトミヤコーヒーのっぽの先行発売。販売開始の2021年4月1日から順次発売開始（3月27日、3月28日に富屋珈琲店で先行発売）で、販売店舗は静岡県内の一部のバンデロール直営店舗、県内スーパー、コンビニ、駅売店、サービスエリア等。週末限定で富屋珈琲店での販売もあり。（曜日により販売しない、もしくは売り切の場合があり。）
- 2021年6月1日 - のっぽパン×ラブライブ!コラボ第5弾発売 牛乳プリンをイメージ 沼津のバンデロール
  - 沼津市西島町のパン製造販売バンデロールは1日、菓子パン「のっぽ」と同市を舞台にしたアニメ「ラブライブ!サンシャイン!!」がコラボした「プリンのっぽ」の販売を開始。2016年に始まったコラボシリーズの第5弾。シリーズ累計80万本を突破している。コロナ禍で打撃を受けている地元の産業を応援しようと「地元愛」をテーマに据えた。クリームはカラメルソースをかけた牛乳プリンをイメージした。材料は武井牧場（同市西熊堂）の牛乳を使い、なめらかな舌触りに仕上げたという。パッケージは作中の主人公グループ「Aqours（アクア）」のメンバー9人が、結成5周年記念シングルの衣装をまとった姿を描いた。担当者は「地元の企業を支える商品にしたい。（コロナ収束後に）ファンが訪れるきっかけになれば」と話している。パンは県内の直営店やスーパー、駅売店などで販売する。1本160円。
- 2021年6月1日 - 「はちみつレモンのっぽ」
  - 瀬戸内産レモンとはちみつのさわやかなクリームをサンドしたのっぽパン。夏にぴったりなのっぽパン。パッケージリニューアル!
- 2021年7月1日 - 「塩バニラ」
  - 口どけの良い滑らかなほんのり塩味のバニラクリームをサンドしましたのっぽパン。夏向けのさわやかなのっぽパン。昨年度発売し好評につき再販。
- 2021年9月1日 -「じゃりじゃりメイプルのっぽ」
  - 秋の季節商品として毎年販売している人気商品で、メイプルクリームにグラニュー糖を混ぜた、季節が楽しめ、食感も楽しめるのっぽパン

## 静岡県内における人気
- のっぽパンの地元の沼津市や静岡県東部地区一帯ではほとんどのスーパーで常時販売されており、週末のスーパーではパン売り場に大量に置かれた安売りののっぽパンが2本、3本とまとめ買いされていく光景がみられた。また、コンビニ各店でも販売されていたことがある。静岡県内の東名高速道路サービスエリアでも販売されていた。
- 静岡県民が他地域に引っ越して主に県内でしか販売されていないことに気付く商品でもあった。
- のっぽパンファンサイトがある。
- 2006年10月5日にオープンしたアーバンドック ららぽーと豊洲に伊豆半島を地盤とするフードストアあおきが進出したため、同店舗にて購入することが可能だった。
- 静岡市呉服町名店街の11月街頭催事でご当地パンとして1日で2,000本以上売り上げた。

## イベント・コラボ
- 2003年 - K-MIX20周年を記念して夏みかんのっぽが販売された。
- 2005年 - 沼津市内のイベントではみかん（寿太郎温州）を使用したのっぽパンが、駿東郡長泉町では地場産品のメロン（長泉産）や柿（四ツ溝柿）を使用したのっぽパンが限定販売された。
- 2005年 - 茶畑るり提案のクリームチーズ味のっぽが販売された。
- 2007年 - 沼津市で開催される技能五輪国際大会の応援メッセージがノーマルと期間限定の「ぬまづ茶のっぽ」のパッケージに印刷された。
- 2008年 - クラウンのみゅーたんが「お帰りのっぽパンの歌」を提供した。
- 2016年 - K-MIX・おひるま協同組合とコラボレーションした、じゃりじゃりいちご味のっぽが販売された。
- 2016年 - 「ラブライブ!サンシャイン!!」内で登場したのを機に、コラボレーション商品「塩キャラメルのっぽ」を発売[5]。発売から2か月足らずで累計販売数が10万本を突破し[6]、関連のコラボグッズも販売されている。
- 2017年 - 上記のラブライブに関連し、2017年2月のAqoursの横浜アリーナコンサートの開催に合わせ、2月25日・26日と、JR東海並びに新横浜ステーション開発の協力を得て、会場最寄りとなる新横浜駅北口駅売店で特別販売している[7]。
- 2018年 - 同じ沼津市に本拠地を構える日本プロサッカーリーグ（Jリーグ）アスルクラロ沼津とのコラボしたクリームのっぽパン「全力アスル応援パッケージ」を発売[8]。
- 2021年 - 「キリンを探せ! in 楽寿園」「フィナーレ!三島甘藷スイートポテトのっぽ」販売終了イベントが2021年4月29日楽寿園で予定されていた。大雨予報につき2021年4月27日延期を発表。当イベントは2021年5月4日に開催された。同時にデジタルスタンプラリーが開催。先着でオリジナルグッズ等がプレゼントされた。また当日限定で「一番亭プロデュースの焼きらーめんのっぽ」と「バンデロールプロデュースの一番亭あげ餃子のっぽ」の2種類が販売された。2種類が揃って販売されたのは当イベントのみ。

## 工場直売市
毎月第1日曜日と第3日曜日の9時30分から13時まで、バンデロール西島工場で工場直売市が開催されている（雨天決行）。商品及び販売体制の準備、お客様の状況により販売開始が早まるときがある。工場特製洋菓子のアウトレット販売、ちょいキズ訳あり品を地域の皆様へご奉仕価格で販売している。もちろんのっぽパンも各種取り揃えている。時々特定のっぽパンが2本で150円で販売されるときがある。工場直売市開始時には店員さんより訳あり商品の理由説明（品質には何ら問題ない）や、お買い得商品・新商品などの説明がある。工場内の駐車場は10台前後、かなり狭い。タイミングが悪いと第2駐車場（普段は従業員駐車場）へ誘導される。
※2021年9月5日開催中止 - 緊急事態宣言中につき

### 工場直売市限定のっぽ
- しぞ〜か黒はんへんフライのっぽ
- ホテイやきとりのっぽ
- 富士宮やきそばのっぽ
- 黒毛和牛メンチカツのっぽ
- ベーコンエッグのっぽ
- ホットドッグのっぽ
- カレーのっぽ
- 小倉マーガリンのっぽ
- イチゴジャム&マーガリンのっぽ
- のっぽパン（クリームなし）3本セット※「すのっぽ」オリジナルのっぽを作ることが出来る。
- のっぽラスク（ガーリック）
- のっぽラスク（シュガー）
- のっぽラスク（メイプル）
- のっぽラスク（いちご風味）

### 食パン（工場直売市限定）
- のっぽパンを作る際に残った生地で作られている。
  - 焼き上がりは9時50分、12時の2回

### 洋菓子コーナー人気商品
- チーズケーキ
- アップルパイ
- バゲット
- セモリナチーズブレッド
- 小倉あんパイ
- カルッツォーネ

### 100円パンコーナー
- カレーパン
- ソーセージパン

### のっぽグッズ各種
- トートバッグ
- トートバッグ(S)+ガチャガチャのっぽ
- メッシュパーカー
- キーチェーン
- Tシャツ
- 缶バッジ

### 開催・特売履歴
- 2021年5月02日（日曜日）- 一番亭餃子のっぽパンがイベント前に販売。
- 2021年5月16日（日曜日）- オレンジクリームチーズのっぽパンが2本で150円で販売。
- 2021年6月06日（日曜日）- 雨天により雨天三島甘藷スイートのっぽパンが2本150円で販売。
- 2021年6月20日（日曜日）- 冷凍チーズケーキ、冷凍アップルパイ販売再開予定。
- 2021年7月04日（日曜日）
- 2021年7月18日（日曜日）- トミヤコーヒーのっぽパンが2本で150円で販売。

## 現在販売中のラインナップ
定番系
- クリーム（元祖）
- チョコ
- ピーナッツ
- 丹那牛乳
- 静岡抹茶ラテ（期間限定）
- 塩バニラ (夏季限定)
- プリン（ラブライブ関連商品・期間限定）
- はちみつレモン（期間限定）

派生系
- ぱくっとラスク（のっぽラスク）
- のっぽラスクギフト
- のっぽちゃんキーチェーン（大）
- のっぽちゃんキーチェーン（小）
- のっぽエプロン

## 過去に販売されたラインナップ
- カフェオレ
- 抹茶あずき
- カスター&ホイップ
- 小倉&ホイップ
- オレンジ
- チーズクリーム
- メイプル
- キャラメル
- 北海道ミルク
- ふじりんご
- 寿太郎みかん（沼津市限定販売）
- はちみつみかん（ラブライブ関連商品）
- はちみつレモン
- バナナ
- ティラミス（ラブライブ関連商品）
- 桔梗信玄餅
- 静岡クラウンメロン
- 三島甘藷スイートポテトのっぽ
- あずき&クッキー（ラブライブ関連商品）

その他、季節ごとのラインナップ
デリカ系
- チキントマト
- タマゴポテト
- 富士宮やきそば

スイーツ系
- フルーツサンド
- チョコ（1980年2月）
- アーモンド（1981年2月、2004年9月）
- ヨーグルト（1981年7月）
- あん（1982年4月）
- チーズ（1986年4月）
- 黒糖（1987年8月） パン生地に黒糖を練り込んだ黒いパン
- 牛乳のっぽ（1996年5月） パン生地に牛乳を練り込んだ白いパン
- いちごミルク（2000年2月、2006年12月は「女峰いちごミルク」に変更）
- 果肉入り苺（2000年2月）
- 果肉入りメロン（2000年5月、2002年5月）
- つぶピー（2000年9月、2001年9月）
- メロン（2001年4月、2005年6月、2006年5月、2007年7月は「マスクメロン」に変更）
- フレークチョコ（2001年5月）
- 果肉入りバナナ（2001年7月）
- 信州リンゴ（同上、2005年12月は「りんご」に変更、2007年1月は「りんご（青森産）」に変更）
- バレンシアオレンジ（同上、2006年8月は「オレンジ」に変更）
- キャラメル（2001年8月、2006年11月1日-12月25日は「期間限定・キャラメル味」に変更）
- マロン（2001年10月）
- プリンクリーム（2001年12月）
- 女峰（2002年1月、2006年1月は「女峰いちご」に変更）
- 白桃（2002年 販売開始月不明）
- 巨峰（2002年 販売開始月不明）
- ぶどう（2002年9月）
- フルーツミックス（2002年12月）
- 野菜ミックス（2003年1月）
- 夏みかん（2003年5月、2004年6月）
- 元気の味方カルシウム（2003年6月、2006年6月は「カルシウム」に変更）
- ベルギーチョコ（2003年9月、2006年11月）
- ストロベリー（2004年2月、2005年1月）
- のっぽなハムタマゴサンド（2004年2月）
- のっぽなハムサラダサンド（同上）
- 夕張メロン（2004年6月）
- クリームチーズ味（2005年4月）
- 抹茶（同上）
- あずきクリーム（2005年7月）
- 黒糖クリーム（同上）
- 長泉メロン（2005年8月）
- おさつ（2005年9月）
- チョコキング（2005年10月）
- ホワイトクイーン（同上）
- 期間限定・柚子（2005年11月）
- よさこい東海道限定 寿太郎みかん ジャム&ホイップクリーム（2005年11月12～11月13日イベント限定販売）
- 四ツ溝柿ジャム（2005年11月26日イベント限定販売）
- ローソン先行販売・ジャム&ホイップ（2006年1月）
- 黒ごま（2006年2月）
- 小倉&マーガリン（同上）
- ラムレーズン（2006年3月）
- 京都宇治茶（2006年4月）
- 抹茶&小倉（同上）
- パイナップル（2006年5月）
- ムシキング・メープル（2006年7月）
- ムシキング・ミルク（同上）
- つぶ栗（2006年9月）
- メープルバター（同上）
- カフェオレ（2006年11月）
- ミルクティー（同上）
- はちみつ（2007年2月）
- レーズン（2007年3月）
- ぬまづ茶（2007年4月）
- マンゴー（2007年6月）
- 丹那牛乳（2016年6月）

## 広報
- 2021年8月15日10時00分〜10時30分 ラジオFM FUJI「しずおか日和」のっぽパンの紹介